# Giovanni Battista Monteverde
Giovanni Battista Monteverde, detto Giobatta Monteverde (La Spezia, 9 gennaio 1831 – Lerici, 1897), è stato un patriota e marinaio italiano.

## Biografia
Insieme agli altri due suoi concittadini Luigi Andreotti e Onesto Faccini, è stato uno dei partecipanti alla spedizione dei Mille di Giuseppe Garibaldi (terza compagnia); fece parte della spedizione fino alla battaglia del Volturno. Dopo la spedizione ritornò a svolgere il mestiere del marinaio.